# Alert
Alert è l'insediamento abitato più a nord del mondo. È localizzato a circa 10 km a ovest di Cape Sheridan, nell'area nord-est dell'Isola di Ellesmere, nel territorio di Nunavut in Canada. Alert dista solamente 817 km dal Polo nord, più di 2 000 km da Iqaluit, capoluogo del Nunavut e più di 4 000 km dalla capitale Ottawa.

## Caratteristiche
Sebbene nel censimento della popolazione canadese del 2011 l'insediamento non avesse alcuna persona residente ufficialmente, la popolazione oscilla tra 1 e 10 abitanti. Alert è popolata anche da abitanti temporanei che risiedono nella base militare per la "ricezione di segnali radio" denominata "Canadian Forces Station Alert" (CFS Alert), oltre a questa è presente la stazione meteorologica del dipartimento ambientale canadese, un laboratorio di monitoraggio dell'atmosfera globale, e l'aeroporto di Alert.
L'accampamento è circondato da colline e valli. Il mare è coperto dal pack durante tutto l'anno. Il clima locale è semi-arido, mentre i tassi di evaporazione sono molto bassi. Il sole di mezzanotte è visibile dall'ultima settimana di marzo fino alla metà di settembre, mentre il sole si trova completamente sopra l'orizzonte a partire dalla metà di aprile. Dalla metà di ottobre fino alla fine di febbraio il sole non compare mai sopra l'orizzonte.

## Storia
Sir George Nares fu la prima persona a raggiungere la punta più estrema dell'Isola di Ellesmere; arrivò sulla nave HMS Alert nel 1875–1876. La stazione meteorologica fu costruita nel 1950 e l'installazione militare nel 1958.
Il 13 aprile 2006 la radio canadese riportò che i costi di riscaldamento erano aumentati. A seguito di ciò le Forze aeree canadesi proposero dei tagli, e di mantenere i lavori nella stazione attraverso l'utilizzo di privati. Nell'agosto 2007 il Primo Ministro Canadese Stephen Harper visitò Alert durante la sua campagna per promuovere la sovranità canadese nel Nord.

## Infrastrutture e trasporti
La base è servita da voli privati che utilizzano il piccolo aeroporto (che consiste in una sola piccola pista scavata e spianata nel ghiaccio) i cui edifici di servizio sono anche i più a nord della base e quindi i più settentrionali del mondo. Inoltre è presente una strada (anch'essa tracciata nella neve compattata, che costituisce il suolo di Alert) che attraversa l'area della base da nord a sud collegando i due principali nuclei di edifici, percorribile con mezzi polari come gatti delle nevi e motoslitte.

## Aree vicino ad Alert
Altri luoghi abitati sull'Isola di Ellesmere sono la base di ricerca a Eureka, e la comunità di Inuit a Grise Fiord.
La più vicina città canadese rispetto ad Alert è Edmonton, a una distanza di 3 578 km; si trova più distante di Oslo, Norvegia, a 3 192 km, e di Reykjavík, Islanda, a 2 300 km.

## Geografia fisica

### Clima
Alert ha un clima polare. Il manto nevoso è presente per 10 mesi all'anno sulla neve media e, in alcuni punti riparati, la neve persiste tutto l'anno. Il mese più caldo, luglio, ha una temperatura media di 3,4 °C, ma solo luglio e agosto hanno una temperatura media sopra lo zero, e questi sono anche i mesi in cui si verifica oltre il 90% delle precipitazioni. Alert è anche poco piovosa (la quarta città meno piovosa nel Nunavut), con una media solo 158,3 millimetri di precipitazioni all'anno. La maggior parte di questo si verifica durante i mesi di luglio, agosto e settembre, per lo più in forma di neve. In media Alert vede mensilmente 17,4 mm di pioggia, meno di qualsiasi altro luogo nel Nunavut, tra giugno e settembre. Alert vede poche nevicate durante il resto dell'anno. Settembre è di solito il mese con la nevicata più pesante. Febbraio è il mese più freddo dell'anno e la media annuale di -17,7 °C ed è la seconda più fredda nel Nunavut dopo Eureka. Nevicate possono verificarsi in qualsiasi mese dell'anno, anche se è possibile un media di 28 giorni liberi dal gelo in una media estiva.
Essendo di gran lunga a nord del circolo polare artico, ad Alert la notte polare incomincia a partire dalla metà di ottobre (il 15 ottobre) e fino alla fine di febbraio (il 27 febbraio), mentre il sole di mezzanotte incomincia dalla prima settimana di aprile (il 6 aprile) e fino alla prima settimana di settembre (il 5 settembre). Ci sono due periodi relativamente brevi di crepuscolo dal 13 febbraio al 22 marzo e la seconda dal 19 settembre al 22 ottobre. La notte polare nautica, nella quale vi sono 24 ore completamente al buio con un solo e marginale crepuscolo astronomico, si verifica dal 19 ottobre al 22 gennaio. Ad Alert il sole sorge per la prima volta il 27 febbraio alle 10:56.
| Mese                         | Mesi  | Mesi  | Mesi  | Mesi  | Mesi  | Mesi  | Mesi  | Mesi  | Mesi  | Mesi  | Mesi  | Mesi  | Stagioni | Stagioni | Stagioni | Stagioni | Anno    |
| Mese                         | Gen   | Feb   | Mar   | Apr   | Mag   | Giu   | Lug   | Ago   | Set   | Ott   | Nov   | Dic   | Inv      | Pri      | Est      | Aut      | Anno    |
| ---------------------------- | ----- | ----- | ----- | ----- | ----- | ----- | ----- | ----- | ----- | ----- | ----- | ----- | -------- | -------- | -------- | -------- | ------- |
| T. max. media (°C)           | −28,6 | −29,4 | −28,4 | −20,4 | −8,4  | 2,0   | 6,1   | 3,3   | −5,3  | −15,3 | −22,3 | −25,6 | −27,9    | −19,1    | 3,8      | −14,3    | −14,4   |
| T. min. media (°C)           | −35,8 | −37,0 | −36,3 | −28,1 | −14,5 | −2,7  | 0,7   | −1,8  | −11,5 | −22,4 | −29,6 | −33,1 | −35,3    | −26,3    | −1,3     | −21,2    | −21,0   |
| Precipitazioni (mm)          | 7,2   | 7,0   | 7,5   | 10,6  | 11,6  | 12,0  | 31,8  | 17,9  | 22,3  | 13,4  | 10,4  | 6,8   | 21,0     | 29,7     | 61,7     | 46,1     | 158,5   |
| Giorni di pioggia            | 9,0   | 7,7   | 7,3   | 8,5   | 7,5   | 7,4   | 10,9  | 9,2   | 10,1  | 10,5  | 8,7   | 9,2   | 25,9     | 23,3     | 27,5     | 29,3     | 106,0   |
| Nevicate (cm)                | 9,0   | 8,1   | 8,7   | 12,6  | 18,0  | 13,5  | 20,0  | 16,9  | 33,1  | 20,2  | 15,2  | 9,3   | 26,4     | 39,3     | 50,4     | 68,5     | 184,6   |
| Giorni di neve               | 9,1   | 8,6   | 8,3   | 9,1   | 9,4   | 6,9   | 6,3   | 7,4   | 11,3  | 12,2  | 9,7   | 9,9   | 27,6     | 26,8     | 20,6     | 33,2     | 108,2   |
| Umidità relativa media (%)   | 66,8  | 66,6  | 66,9  | 71,1  | 81,5  | 87,1  | 85,1  | 86,1  | 84,6  | 75,7  | 70,3  | 67,2  | 66,9     | 73,2     | 86,1     | 76,9     | 75,8    |
| Ore di soleggiamento mensili | 0,0   | 0,0   | 110,4 | 323,6 | 428,6 | 333,0 | 321,6 | 269,1 | 111,4 | 3,9   | 0,0   | 0,0   | 0,0      | 862,6    | 923,7    | 115,3    | 1 901,6 |